# Ladislav Veliačik
Ladislav Veliačik (Mezőlaborc, 1943. június 13. –) szlovák őskoros régész.

## Élete
A Szlovák Tudományos Akadémia Régészeti Intézetének munkatársa.
Elsősorban a lausitzi kultúra erődített helyeinek kutatásával és anyagi kultúrájával foglalkozik.

## Elismerései
- 2018 Sídla, artefakty a čas... - Zborník štúdií o dobe bronzovej a dobe halštatskej k 75. narodeninám Ladislava Veliačika.

## Művei
- 1982 Jungbronzezeitliche befestigte Siedlungen in der Slowakei. In: Beiträge zum bronzezeitlichen Burgenbau im Mitteleuropa. Berlin–Nitra, 159-179. (tsz. P. Romsauer - V. Furmánek)
- 1983 Neskoroantická pyxida z Čiernych Kľačian. Slov. Arch. 31, 17-84. (tsz. Titus Kolník)
- 1986 Krásna Ves - Gräberfeld der lausitzer Kultur. (tsz. Vojtech Budinský-Krička)
- 1987 Entwicklung und Beziehung der Besiedlung der Lausitzer und mitteldonauländischen Urnenfelder in der Westslowakei. In: Die Urnenfelderkulturen Mitteleuropas. Praha, 295-304. (tsz. Peter Romsauer)
- 1991 Slovensko v dobe bronzovej. (tsz.)
- 1994 Vývoj a vzťah osídlenia lužických a stredodunajských popolnicových polí na západnom Slovensku. (tsz. Peter Romsauer)
- 1996 Rumanová 1156-1996. (tsz.)
- 1998 Výsledky výskumu hradiska lužickej kultúry v Zemianskom Podhradí. Predbežná správa. Slovenská archeológia 46/2, 224-251. (tsz. Peter Romsauer)
- 1999 Die Bronzezeit im slowakischen Raum. (tsz. Václav Furmánek - Jozef Vladár)
- 2002 Hradisko Krivín v Rybníku.
- 2006 Erkenntnisse über die Verteitigungs- und Wohnarchitektur auf den Burgwällen der Lausitzer Kultur in der Slowakei. In: B. Gediga – W. Piotrowski: Architektura i budownictwo epoki brązu i vczesnych okresów epoki żelaza. Biskupin – Wrocław, 225-242.
- 2010 Depot železných nástrojov z doby laténskej zo Zemianskeho Podhradia-Martákovej skaly. Študijné zvesti 47, 149-155.
- 2012 Nože z doby bronzovej na Slovensku. Slovenská archeológia LX, 285-337.
- 2015 Dve pozoruhodné tepané bronzové nádoby. In: Zborník SNM - Archeológia Supplementum 9.
- 2020 Depot zlomkov bronzovej industrie z obce Ladice, okr. Zlaté Moravce. In: Vladimír Mitáš - Ondrej Ožďáni (ed.): Doba popolnicových polí a doba halštatská - Zborník príspevkov z XV. medzinárodnej konferencie. Nitra, 211-232.(tsz. Ondrej Ožďáni)